# Ministère de la Culture et du Tourisme
Pour les articles homonymes, voir Ministère de la Culture.
Le ministère de la Culture et du Tourisme turc (turc : Türkiye Cumhuriyeti Kültür ve Turizm Bakanlığı) est un ministère de la république de Turquie chargé des affaires culturelles et touristiques du pays. Il existe sous ce nom depuis 2003.
Mehmet Ersoy, du Parti de la justice et du développement, est à la tête du ministère depuis le 10 juillet 2018, dans le gouvernement Erdoğan IV.

## Liste des ministres

### Ministres de la Culture (1971-1981)
En 1971, Talât Sait Halman devient le premier ministre turc de la Culture, suivi par Nermin Neftçi en 1974 et Rıfkı Danışman (tr) en 1975.

### Ministres de la Culture et du Tourisme (depuis 2003)
| 1 | Erkan Mumcu     | 29 avril 2003    | 15 février 2005  |  | Parti de la justice et du développement |
| 2 | Atilla Koç      | 21 février 2005  | 29 août 2007     |  | Parti de la justice et du développement |
| 3 | Ertuğrul Günay  | 29 août 2007     | 24 janvier 2013  |  | Parti de la justice et du développement |
| 4 | Ömer Çelik      | 24 janvier 2013  | 28 août 2015     |  | Parti de la justice et du développement |
| 5 | Yalçın Topçu    | 28 août 2015     | 24 novembre 2015 |  | Indépendant                             |
| 6 | Mahir Ünal      | 24 novembre 2015 | 24 mai 2016      |  | Parti de la justice et du développement |
| 7 | Nabi Avcı       | 24 mai 2016      | 19 juillet 2017  |  | Parti de la justice et du développement |
| 8 | Numan Kurtulmuş | 19 juillet 2017  | 10 juillet 2018  |  | Parti de la justice et du développement |
| 9 | Mehmet Ersoy    | 10 juillet 2018  | en poste         |  | Parti de la justice et du développement |

## Établissements publics associés
- La Bibliothèque nationale, fondée en 1946.